# Rio Quixito
O Rio Quixito é um rio do estado do Amazonas, no noroeste do Brasil. É um afluente do Solimões próximo à cidade de Atalaia do Norte.